# Schwarzenberg LU
| LU ist das Kürzel für den Kanton Luzern in der Schweiz. Es wird verwendet, um Verwechslungen mit anderen Einträgen des Namens Schwarzenberg zu vermeiden. |

Schwarzenberg ist eine politische Gemeinde im Wahlkreis Luzern-Land des Kantons Luzern in der Schweiz.

## Geographie
Weite Teile von Schwarzenberg sind von Wald bedeckt. Sie ist flächenmässig die grösste Gemeinde im Wahlkreis Luzern-Land und mit 39,31 km² siebtgrösste Gemeinde im Kanton Luzern. Von der gesamten Fläche sind 1,23 km² Siedlungsgebiet und 21,51 km² Wald und Gehölze (Stand 2015/16). Das Ortszentrum liegt auf 831 m ü. M., der höchste Punkt der Gemeinde befindet sich auf 2075 m ü. M., der tiefste auf 588 m ü. M. Die Pilatuskette dominiert das Bild der Gemeinde. Der Ortsteil Eigenthal und das Eigental sind für die Region Luzern ein wichtiger Erholungsraum im Sommer wie im Winter.
Schwarzenberg grenzt an Entlebuch, Kriens, Malters und Werthenstein im Kanton Luzern sowie an Alpnach im Kanton Obwalden und Hergiswil im Kanton Nidwalden. Am Widderfeld findet sich ein Dreikantonseck zu den Kantonen Nidwalden und Obwalden ().

### Religionen – Konfessionen

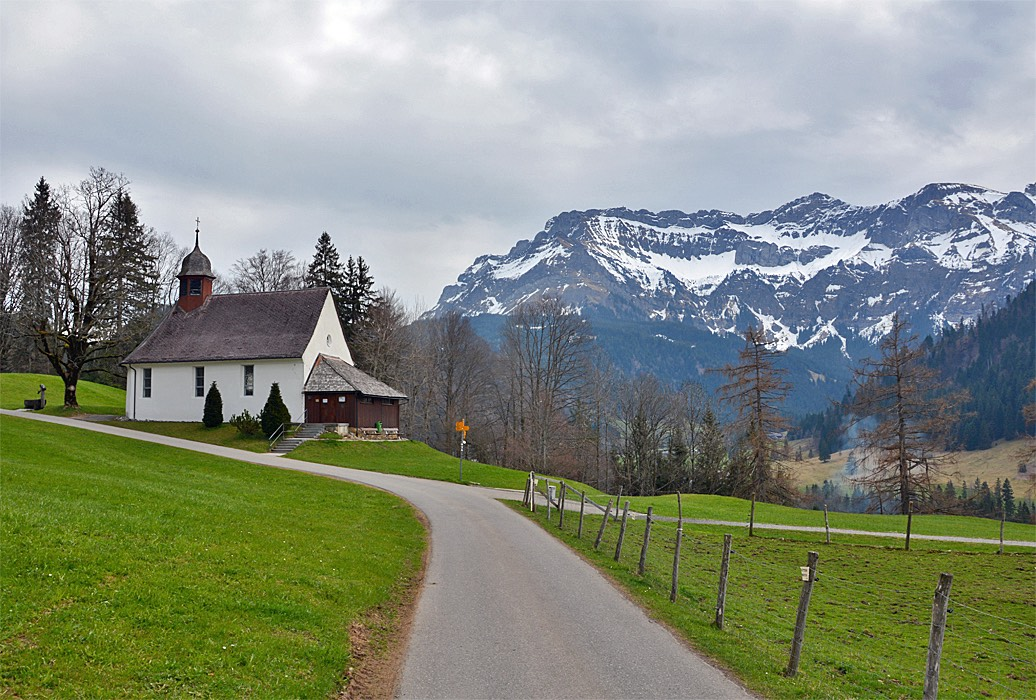
Eigenthal, Marienkapelle mit Pilatus

## Geschichte

Luftbild (1954)

## Verkehr

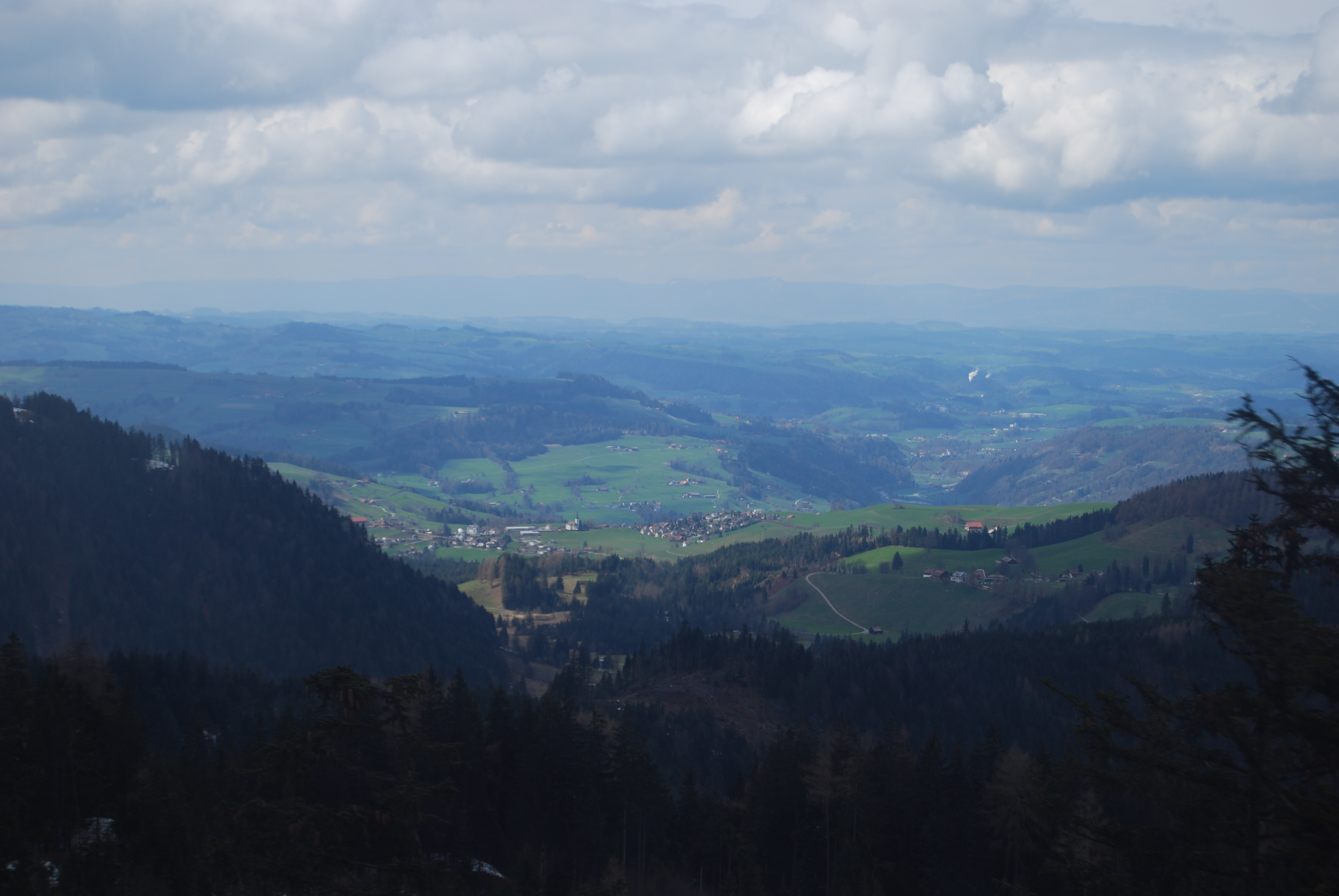
Schwarzenberg von der Pilatus-Luftseilbahn aus gesehen